# 고자우라
고자우라(ゴウザウラー, Gosaurer)는 《열혈최강 고자우라》에 등장하는 자우라즈가 조종하는 가공의 메카이다.

## 소개
- 마하 프테라(마하루스) : 프테라노돈의 모습을 한 기체로, 파일럿은 강태양.
- 랜드 스테고 : 스테고사우루스 형태의 메카
- 선더 브라키오 : 브라키오사우루스 형태의 메카
- 마그나자우라/마그나티라노 (매그넘사우루스) : 황우람이 조종하는 티라노사우루스 형태의 메카.
- 그랑자우라/그랑톱스 (그랜드사우루스) : 트리케라톱스 형태의 메카로 파일럿은 나미남.
- 킹 고자우라(그레이드 캡틴 사우루스) : 자우라즈의 로봇이 하나로 합체한 로봇으로 박사가 만든 프로그램으로 합체가 된다.